# Девід Суше
Сер Де́від Кóртні Сушé (англ. David Courtney Suchet; нар. 2 травня 1946, Лондон, Велика Британія) — британський актор театру та кіно, зіграв головну роль Еркюля Пуаро в телесеріалі «Пуаро Агати Крісті». Командор ордена Британської імперії, п'ятикратний номінант премії Британської академії телебачення та кіномистецтва (BAFTA).

## Біографія
Народився 2 травня 1946 року в Лондоні. Його батько був литовським євреєм, сином Ізидора Сухедовича з Кретинги. З якогось часу прізвище почалося писатися Шохет (Schohet, з гебрейської shochet), що означає кошерного різника. Його батько змінив прізвище на Суше (Suchet) за перебування у Південній Африці.
У 1971 році закінчив Лондонську академію музичного і драматичного мистецтва. Першу роль в кіно отримав у 1980 році, зігравши у фільмі «Історії двох міст».
З 1986 року грає в театрі, на його рахунку понад 40 ролей.
Став відомий завдяки виконанню ролі Еркюля Пуаро в телесеріалі Пуаро Агати Крісті. Зйомки серіалу відбувались в період між 1989 та 2013.

## Фільмографія
- 1970 — The Mating Machine — Генрі
- 1971 — Public Eye — Мартін Кульман
- 1978 — Професіонали / The Professionals — Крівас
- 1980 — Schiele in Prison — Густав Клімт
- 1980 — Оппенгеймер / Oppenheimer — Едвард Теллер
- 1980 — Історія двох міст / Tale of Two Cities — Барсад
- 1982 — Місіонер / Missionary — Корбет
- 1982 — Горбань із Нотр-Дама / Hunchback of Notre Dame — Клопен Трулефо
- 1983 — Плащ / Trenchcoat — Інспектор Стагнос
- 1983 — Червоний монарх / Red Monarch — Берія
- 1984 — Маленька розбита дівчинка / Little Drummer Girl — Местербейн
- 1984 — Фрейд / Freud — Зигмунд Фрейд
- 1984 — Грейсток: Легенда про Тарзана, повелителя мавп / Greystoke: The Legend of Tarzan, Lord of the Apes — Бюллер
- 1985 — Агенти Сокіл і Сніговик / The Falcon and the Snowman — Алекс
- 1985 — ГУЛАГ / Gulag — Матвій
- 1985 — Тринадцять за обідом / Thirteen at Dinner — Інспектор Джепп
- 1986 — Стрес / Murrow — Вільям Л. Ширер
- 1986 — Залізний орел / Iron Eagle — Міністр оборони
- 1986 — Вбити священника / To Kill a Priest — єпископ
- 1987 — Гаррі і Гендерсони / Harry and the Hendersons — Джакус Ла'Флер
- 1989—2013 — Пуаро Агати Крісті / Agatha Christie's Poirot — Еркюль Пуаро
- 1995 — Пророк Мойсей: Вождь-визволитель / Moses — Аарон
- 1996 — Смертельний рейс / Deadly Voyage — Влахос
- 1996 — Неділя / Sunday — Олівер Метью
- 1998 — Ідеальне вбивство / A Perfect Murder — Мохамед Караман
- 2000 — Саботаж! / Sabotage! — Наполеон І Бонапарт
- 2001 — Вікторія та Альберт / Victoria & Albert! — Барон Штокмар
- 2002 — Прямий ефір з Багдада / Live from Baghdad! — Наджи аль-Хадіті
- 2003 — Генріх VIII / Henry VIII — Томас Волсі
- 2003 — Весільна вечірка / The In-Laws — Жан-П'єр
- 2004 — Ведмедик на ім'я Вінні / A Bear Named Winnie — Генерал ХоллХолланд
- 2006 — Дракула / Dracula — Ван Хельсінг
- 2007 — Потоп / Flood — Представник прем'єр-міністра
- 2008 — Пограбування на Бейкер-стріт / The Bank Job — Лу Вогель
- 2008 — Going Postal — Взяткер Позолот
- 2011 — Великі сподівання / Great Expectations — Джаггерс
- 2012 — Порожня корона / The Hollow Crown: Richard II — Герцог Йоркський
- 2014 — Еффі / Effie Gray — Джон Джеймс Рьоскін
- 2017 — Доктор Хто / Doctor Who — Господар будинку (9 сезон 4 серія)
- 2017 — Американський вбивця / American Assassin — Стенфілд